# バルベルデ郡 (テキサス州)
バルベルデ郡（英: Val Verde County）は、アメリカ合衆国テキサス州西部の郡である。人口は4万7586人（2020年） 。郡庁所在地はデル・リオであり、同郡で人口最大の都市である。バルベルデ郡は1885年に設立され、1936年にその設立を記念するために、テキサス州歴史史跡登録第5625の指定を受けた。
バルベルデとは、スペイン語で「ミドリの谷」を意味しており、南北戦争中に起きた同名の戦闘に因んで郡名が付けられた。1862年、テキサス州によるニューメキシコ準州侵略にシブレー旅団が参加し、バルベルデの戦いで大砲を幾つか捕獲した。この戦闘が郡名や、ミラム郡の小さな町の名に記念されている。
バルベルデ郡はその全体でデル・リオ小都市圏を構成している。
ロイ・ビーン判事（1825年-1903年）はラングトリーのペコス川西で雑貨屋と酒場を営んでいた。昔のビーンが使った建物はテキサス州観光局に展示されている。ビーンとその息子はデル・リオ市のホワイトヘッド記念博物館敷地に埋葬されている。ビーンは1956年の全国ネットテレビドラマ『ロイ・ビーン判事』（エドガー・ブキャナン主演）、および1972年の映画『ロイ・ビーン』（ポール・ニューマン主演）の主題になった。

## 年譜
- バルベルデ郡となった地域に最初に人類が住むようになったのは、6,000年から10,000年前のことであり、その後はリパン・アパッチ族、コアユイルテカン族、ジュマノ族、タマウリパン族、コマンチ族などが入ってきた[4][5]
- 1590年、スペイン人探検家ガスパル・カスターニョ・ソーサが170人の鉱物探査遠征隊を率い、デブリスドローを通過した。ソーサはその水流をラクサスと呼んだが、デブリス川だと考えられている[6][7][8]
- 1673年、フアン・ラリロスがデル・リオとイーグル峠の間に伝導用学校を開いた[5][9]
- 1675年、移動中のフランシスコ派聖職者がサンフェリペ・スプリングスでミサを行った[5][9]
- 1736年、ミゲル・デ・ラ・ガルザ・ファルコン中尉が[10]兵士100名を率いてデブリス川流域に入った[11] in pursuit of Apaches.
- 1834年、ジェイムズ・グラント[12]とジョン・チャールズ・ビールスが[13]サンフェリペ・クリーク沿いに開拓地を作った[14]。しかし、インディアンの攻撃で維持できなくなった
- 1850年代、インディアンの攻撃から守るための軍事基地としては、キャンプ・ブレイク[15]、キャンプ・ハドソン[16]、キャンプ・サンフェリペがあった[17]
- 1860年、人口は 2,874人、このうち黒人が 108人、外国生まれが 1,103人だった[5]
- 1868年、サンフェリペ・デル・リオの町がサンフェリペ・クリーク沿い、キャンプ・サンフェリペに隣接して設立された[5]
- 1869年-1882年、キャンプ・ブリスに名前を残すジョン・ラップハム・ブリスの指揮するセミノール・ニグロ・インディアン斥候隊（セミノール族インディアンとアフリカ系人種の混血）が、インディアンの攻撃からテキサス州境を守った[18][19]
- 1883年、ガルベストン・ハリスバーグ・アンド・サンアントニオ鉄道が開通した[20]。フランク・クオリアがバルベルデワイン醸造所を設立した[21][22][23]
- 1884年、ラングトリーの町が設立され、ロイ・ビーン判事が歌手のリリー・ラングトリーに因んで名付けた[5][24]
- 1885年、バルベルデ郡が、クロケット郡、キニー郡、ペコス郡の一部を合わせて組織化された。ロイ・ビーンがラングトリーで治安判事に選出され、ジャージー・リリー・酒場を運営し、「ペコス川の西の法律」と呼ばれるようになった[5]
- 1886年、ジュノとデビルスリバーの町が設立された[5]
- 1888年、コムストックの町が設立された[5][25]
- 1889年、ノリスの町が設立された[5]
- 1928年、ハミルトン湖ダムが完成した[5]
- 1904年、リトル・ラングトリーがラングトリーを訪れた[26]
- 1929 Lake Walk Dam complete.[5][27]
- 1942年、ラフリン基地/ラフリン陸軍航空基地が開設され、第二次世界大戦のパイロットを訓練した[5][28]
- 1945年、ラフリン基地が閉鎖された[5]
- 1952年、ラフリン基地がラフリン空軍基地として再開され、極秘のU-2機の訓練を行った。ラフリンのU-2パイロット、ルドルフ・アンダーソン少佐がキューバ・ミサイル危機の唯一の犠牲者になった[29][30]
- 1969年、アーミスタッドダムと貯水池が完成した。総工費は7,800万ドルだった[5][31]

## 地理
アメリカ合衆国国勢調査局に拠れば、郡域全面積は3,232平方マイル (8,371 km2)であり、このうち陸地3,170平方マイル (8,210 km2)、水域は62平方マイル (161 km2)で水域率は1.92%である。

### 主要高規格道路
- アメリカ国道90号線
- アメリカ国道277号線
- アメリカ国道377号線
- テキサス州道163号線
- テキサス州道環状79号線がバルベルデ郡とデル・リオで建設中である。アメリカ国道90号線、同277号線、同377号線と接続される。これが完成すると全国レベルのホテル、小売店やレストランができて、好景気を生み出すことが期待されている。

### 隣接する郡
- クロケット郡 - 北
- サットン郡 - 北東
- エドワーズ郡 - 東
- キニー郡 - 東
- テレル郡 - 西
- メキシコ コアウイラ州アクニャ - 南
- メキシコ コアウイラ州ヒメネス - 南

### 国立保護地域
- アーミスタッド国定レクリエーション地域
- リオグランデ自然景観河川（部分）

## 人口動態
以下は2000年の国勢調査による人口統計データである。
| 基礎データ - 人口: 44,856人 - 世帯数: 14,151 世帯 - 家族数: 11,320 家族 - 人口密度: 5人/km2（14人/mi2） - 住居数: 16,288軒 - 住居密度: 2軒/km2（5軒/mi2） 人種別人口構成 - 白人: 76.36% - アフリカン・アメリカン: 1.54% - ネイティブ・アメリカン: 0.68% - アジア人: 0.55% - 太平洋諸島系: 0.05% - その他の人種: 18.22% - 混血: 3.60% - ヒスパニック・ラテン系: 75.46% 年齢別人口構成 - 18歳未満: 32.1% - 18-24歳: 9.4% - 25-44歳: 27.9% - 45-64歳: 19.6% - 65歳以上: 11.0% - 年齢の中央値: 31歳 - 性比（女性100人あたり男性の人口） - 総人口: 97.0 - 18歳以上: 93.2 | 世帯と家族（対世帯数） - 18歳未満の子供がいる: 42.9% - 結婚・同居している夫婦: 62.5% - 未婚・離婚・死別女性が世帯主: 13.9% - 非家族世帯: 20.0% - 単身世帯: 17.5% - 65歳以上の老人1人暮らし: 7.5% - 平均構成人数 - 世帯: 3.11人 - 家族: 3.55人 収入と家計 - 収入の中央値 - 世帯: 28,376米ドル - 家族: 31,434米ドル - 性別 - 男性: 26,485米ドル - 女性: 18,039米ドル - 人口1人あたり収入: 12,096米ドル - 貧困線以下 - 対人口: 26.1% - 対家族数: 22.1% - 18歳未満: 33.8% - 65歳以上: 26.4% |

## 都市と町
| - ボックスキャニオン・アーミスタッド - シーネガステラス - コムストック - デル・リオ - 郡庁所在地 | - ジュノ - レイクビュー - ラングトリー | - ラフリン空軍基地 - パンハンドル - バルベルデパーク |

## 教育
デル・リオ市にあるバルベルデ郡図書館は郡全体を対象にしている。